# Małgorzata Olejnik
Małgorzata Dorota Olejnik z domu Chmiel (ur. 3 czerwca 1966 w Kielcach) – polska polityk, technik ekonomista, medalistka igrzysk paraolimpijskich, posłanka na Sejm V kadencji.

## Życiorys
W 1986 ukończyła Liceum Ekonomiczne w Przemyślu. W latach 1986–2005 pracowała jako referent w Międzywojewódzkiej Usługowej Spółdzielni Inwalidów w Kielcach.
Porusza się na wózku inwalidzkim, została reprezentantką Polski w łucznictwie. Zdobyła złoty medal w tej dyscyplinie na igrzyskach paraolimpijskich w 1996 w Atlancie, srebrny medal w 2000 w Sydney i brązowy medal w 2004 w Atenach. W 2008 w Pekinie zajęła czwarte miejsce. Jako zawodniczka należała do Zrzeszenia Sportowego Osób Niepełnosprawnych „Start” w Kielcach.
Była członkinią komitetu wyborczego Andrzeja Leppera jako kandydata w wyborach prezydenckich w 2005. W wyborach parlamentarnych w 2005 z listy Samoobrony RP uzyskała mandat poselski na Sejm V kadencji z okręgu kieleckiego liczbą 12 398 głosów. Pracowała w Komisji Kultury Fizycznej i Sportu, Komisji Polityki Społecznej oraz w czterech podkomisjach.
W przedterminowych wyborach parlamentarnych w 2007 bez powodzenia ubiegała się o reelekcję (dostała 2002 głosy). W 2008 wystąpiła z Samoobrony RP. Następnie wstąpiła do Prawa i Sprawiedliwości i bez powodzenia kandydowała do Sejmu z listy tej partii w wyborach parlamentarnych w 2011 (otrzymała 1659 głosów). W wyborach samorządowych w 2014 kandydowała do sejmiku świętokrzyskiego z listy Polskiego Stronnictwa Ludowego (nie zdobyła mandatu).

## Odznaczenia i wyróżnienia
W 2001, za osiągnięcia sportowe oraz zasługi dla rozwoju ruchu olimpijskiego, została odznaczona przez prezydenta Aleksandra Kwaśniewskiego Krzyżem Kawalerskim Orderu Odrodzenia Polski. Odznaczono ją także m.in. Złotym Krzyżem Zasługi (1996). Uhonorowana Nagrodą Miasta Kielce (2000) i przyznawanym przez Polski Komitet Olimpijski wyróżnieniem „Fair Play” (1996).

## Życie prywatne
Jest żoną Ryszarda Olejnika, również uczestnika igrzysk paraolimpijskich. Mają dwoje dzieci.